# Fabbriche di Vallico

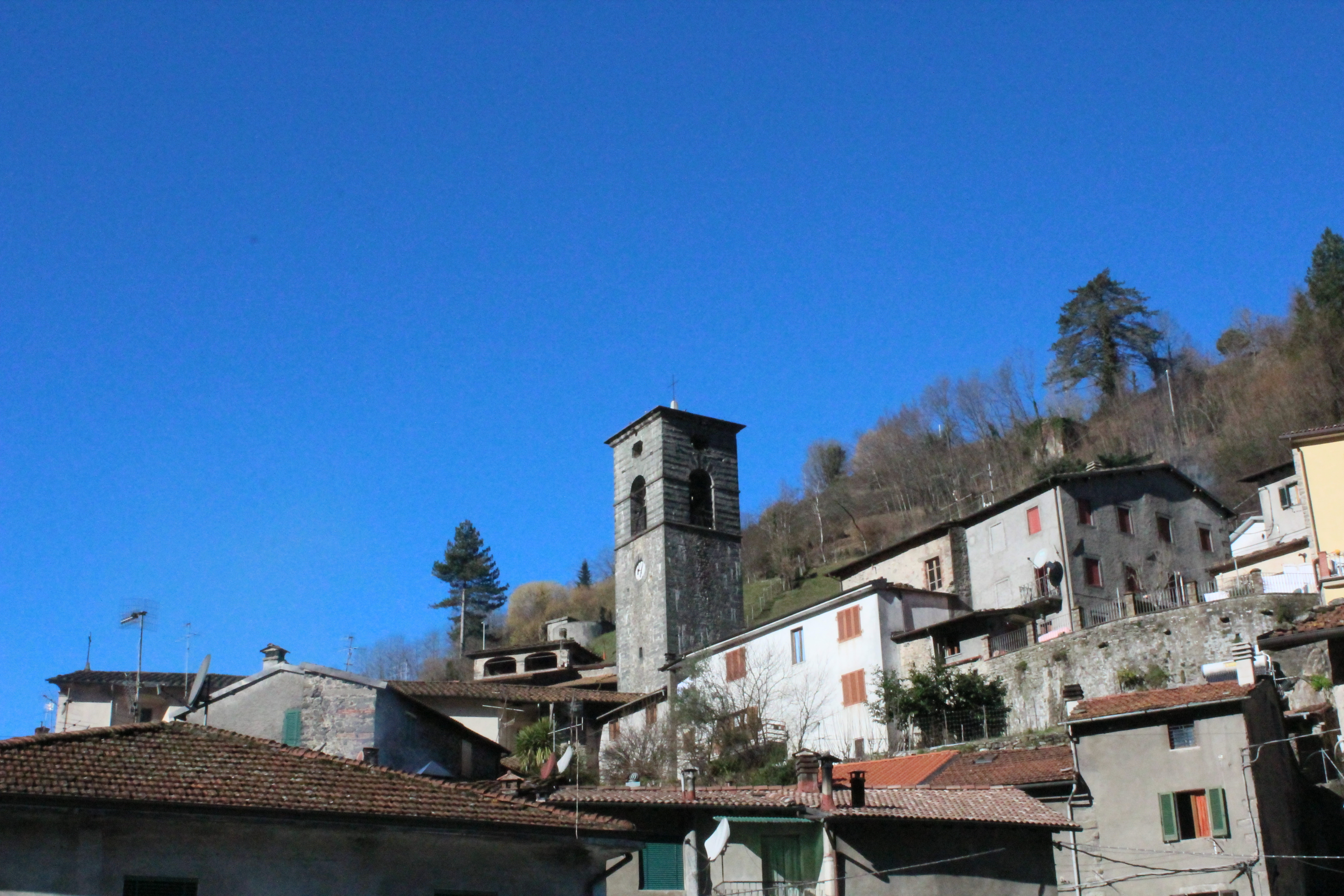
Fabbriche di Vallico mit dem Campanile von San Giacomo

Fabbriche di Vallico ist ein Ortsteil von Fabbriche di Vergemoli in der Provinz Lucca in der  Toskana.

## Geografie
Fabbriche di Vallico liegt im westlichen Serchiotal (Mediavalle) westlich des Serchio an dessen Nebenfluss Turrite Cava. Zum Ort gehörten auch die Ortsteile Gragliana (454 m, ca. 50 Einwohner), Vallico Sopra (652 m, ca. 70 Einwohner) und Vallico Sotto (490 m, ca. 100 Einwohner), die heute Ortsteile der Gemeinde Fabbricche di Vergemoli sind. In Fabbriche di Vallico (349 m) selbst leben ca. 200 Einwohner.
Die angrenzenden Orte sind die Gemeinden von Borgo a Mozzano, Gallicano, Pescaglia sowie der Ortsteil Vergemoli.

## Geschichte

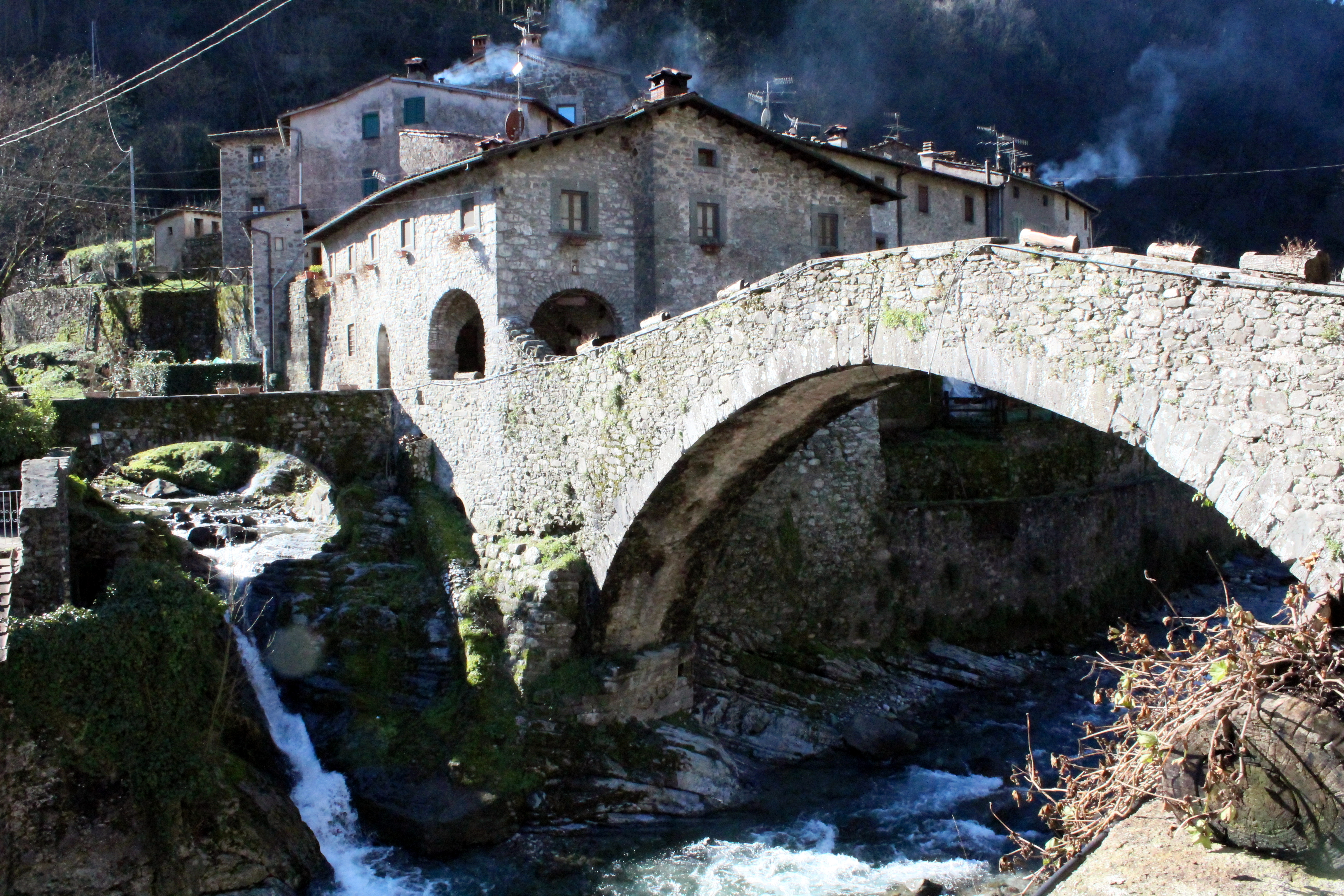
Die Brücke Ponte della Dogana über den Fluss Turrite Cava mit Zollhaus, Ortskern von Fabbriche di Vallico

Der Ort entstand unweit der Einsiedelei Eremo dei Santi Giorgio e Galgano a Valbona, die 1214 von dem Augustinerorden auf von Trassilico (heute Ortsteil von Gallicano) zur Verfügung gestelltem Land gegründet wurde. Der Ort selbst wuchs stark im 14. Jahrhundert an, als Schmiede (italienisch: Fabbri) aus Bergamo im Ort ihre Werkstätten eröffneten. Eine Brücke aus dem 14. Jahrhundert über den Turrite Cava in Fabbriche di Vallico bildete früher den Zoll zwischen den Besitzungen von Modena und Lucca.
Von der Einheit Italiens bis ins 20. Jahrhundert gehörte die Orte von Fabbriche di Vallico zur Gemeinde Trassilico und waren der Provinz Massa-Carrara unterstellt. 1923 wurde Trassilico der Provinz Lucca angegliedert. Die selbständige Gemeinde Fabbriche di Vallico entstand 1947, als man sich mit den Orten nördlich des Turrite Cava von Trassilico ablöste. Seit Mitte des 19. Jahrhunderts hat der Ort hat ständig an Bevölkerung verloren (1830: 2573 Einwohner; 1951: 1213 Einwohner; 1991: 591 Einwohner). Am 1. Januar 2014 wurde der Ort mit der Nachbargemeinde Vergemoli zur neuen Gemeinde Fabbriche di Vergemoli zusammengelegt. In dem Referendum vom 21. und 22. April 2013 stimmten in Fabbriche di Vallico 88,97 % (44,55 %Wahlbeteiligung) für den Zusammenschluss. Rathaussitz der neuen Gemeinde ist Fabbriche di Vallico. Das Rathaus befindet sich in der Località Campaccio 2.

## Sehenswürdigkeiten

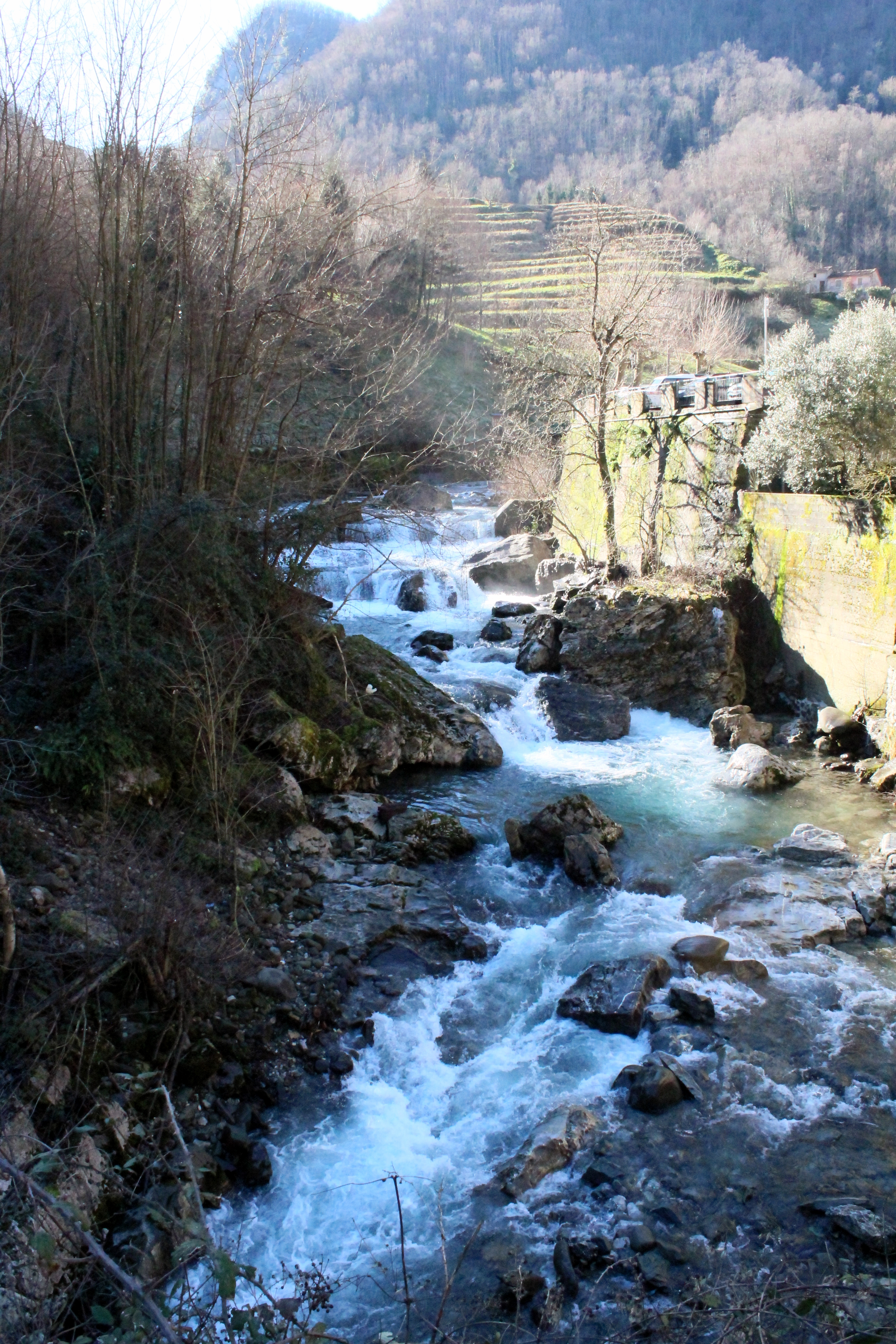
Der Turrite Cava in Fabbriche di Vallico

- Ponte della Dogana, ehemalige Zollbrücke[4] über den Fluss Turrite Cava aus dem 14. Jahrhundert[8] mit noch vorhandenem Zollhaus.
- Chiesa di San Giacomo, Kirche im Ortskern von Fabbriche di Vallico, die im frühen 16. Jahrhundert entstand.[9]
- Palazzo Turrito, Gebäude aus dem 15. Jahrhundert im Ortskern von Fabbriche di Vallico.[10][1]
- Palazzo ai Loggiati, Gebäude aus dem 16. Jahrhundert im Ortskern von Fabbriche di Vallico.[10]
- Chiesa dei Santi Marco e Leonardo, 1559 geweihte Kirche in Gragliana.[11]
- Chiesa di San Rocco, Kirche im Ort Vallico Sopra, die im 17. Jahrhundert entstand.[5]
- Chiesa di San Michele, Kirche kurz außerhalb von Vallico Sopra.
- Chiesa di San Jacopo, Kirche in Vallico Sotto, die bereits 1067 erwähnt wurde.[5]

## Bilder

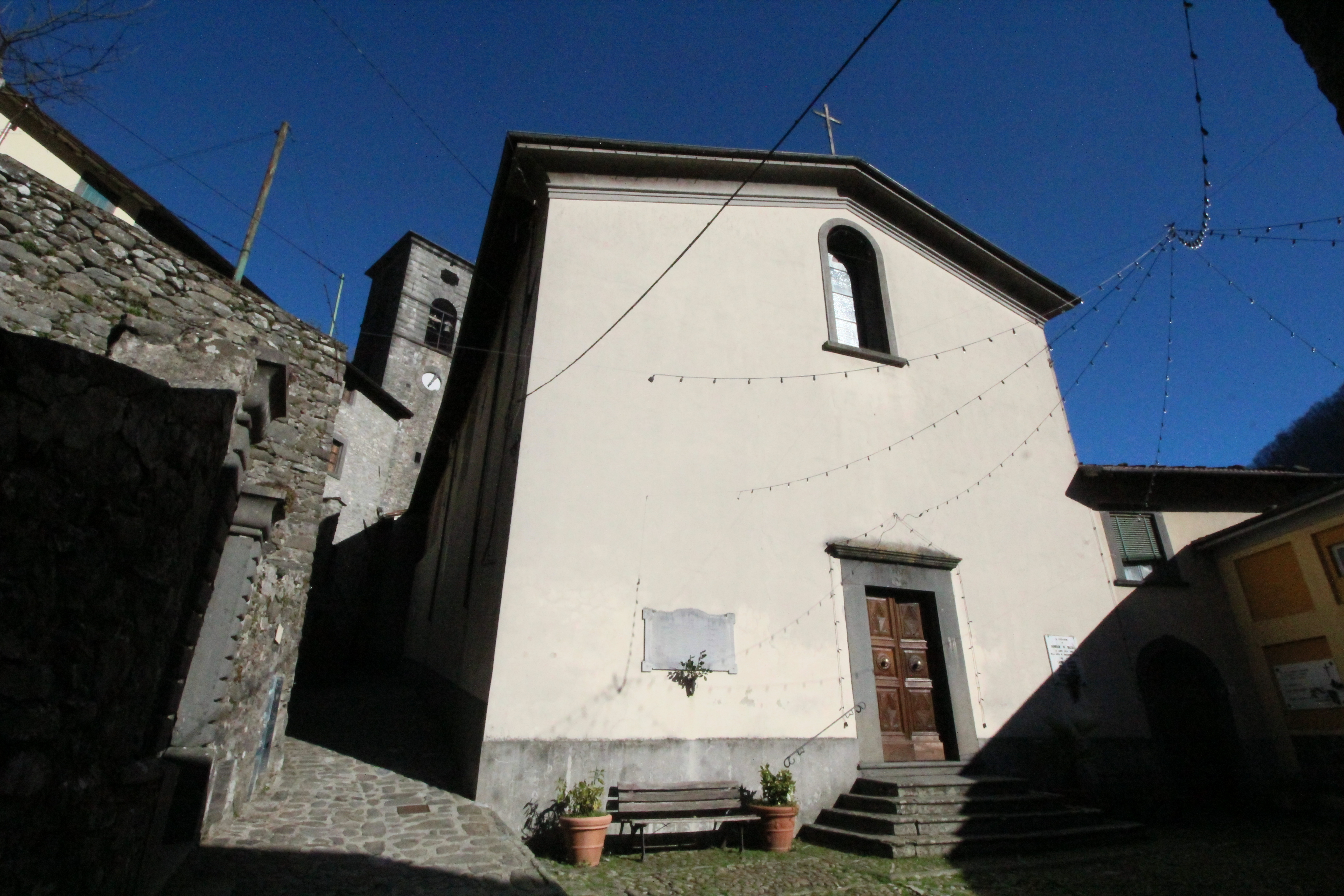
Die Kirche San Giacomo in Fabbriche di Vallico
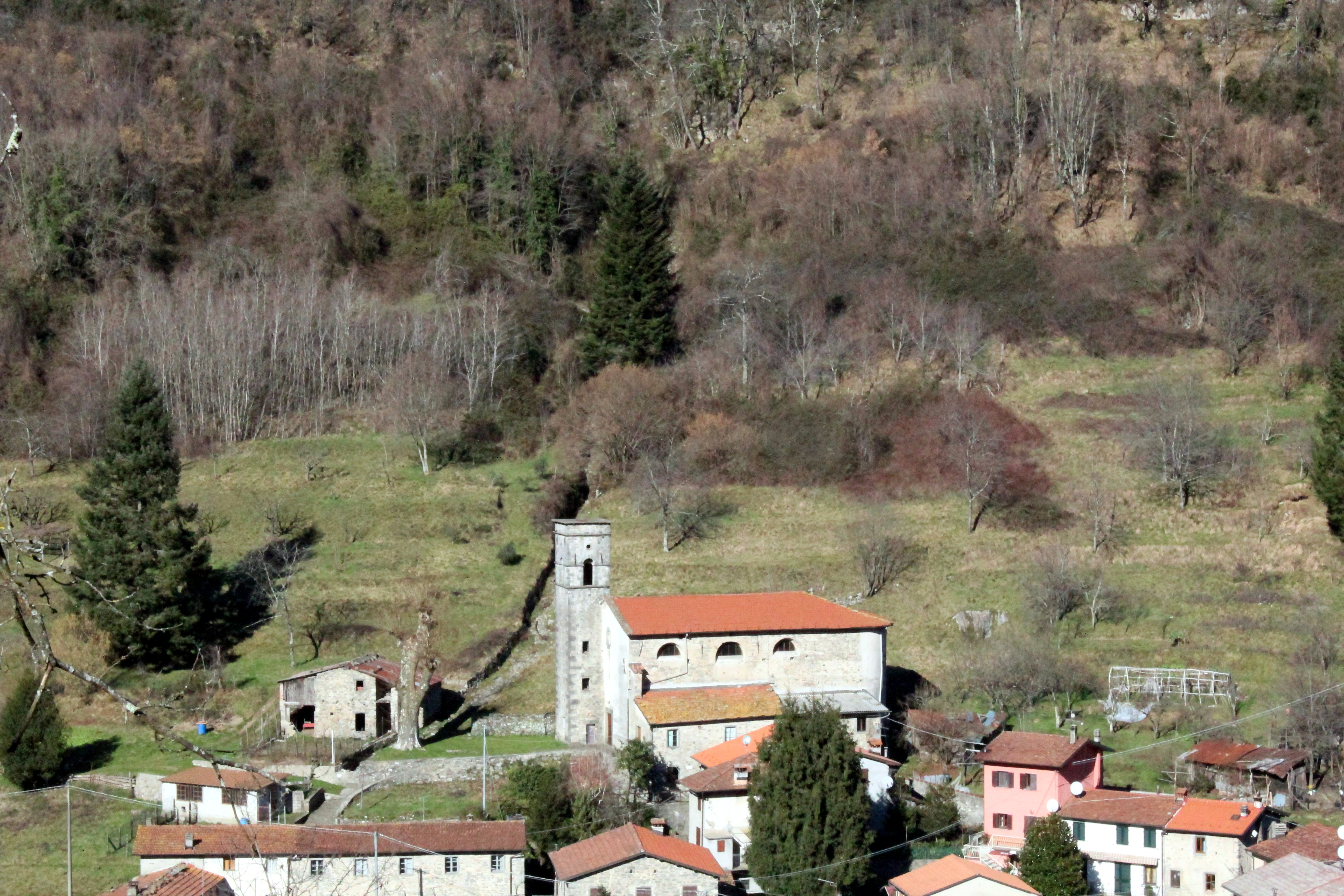
Die Kirche der hl. Marco und Leonardo in Gragliana
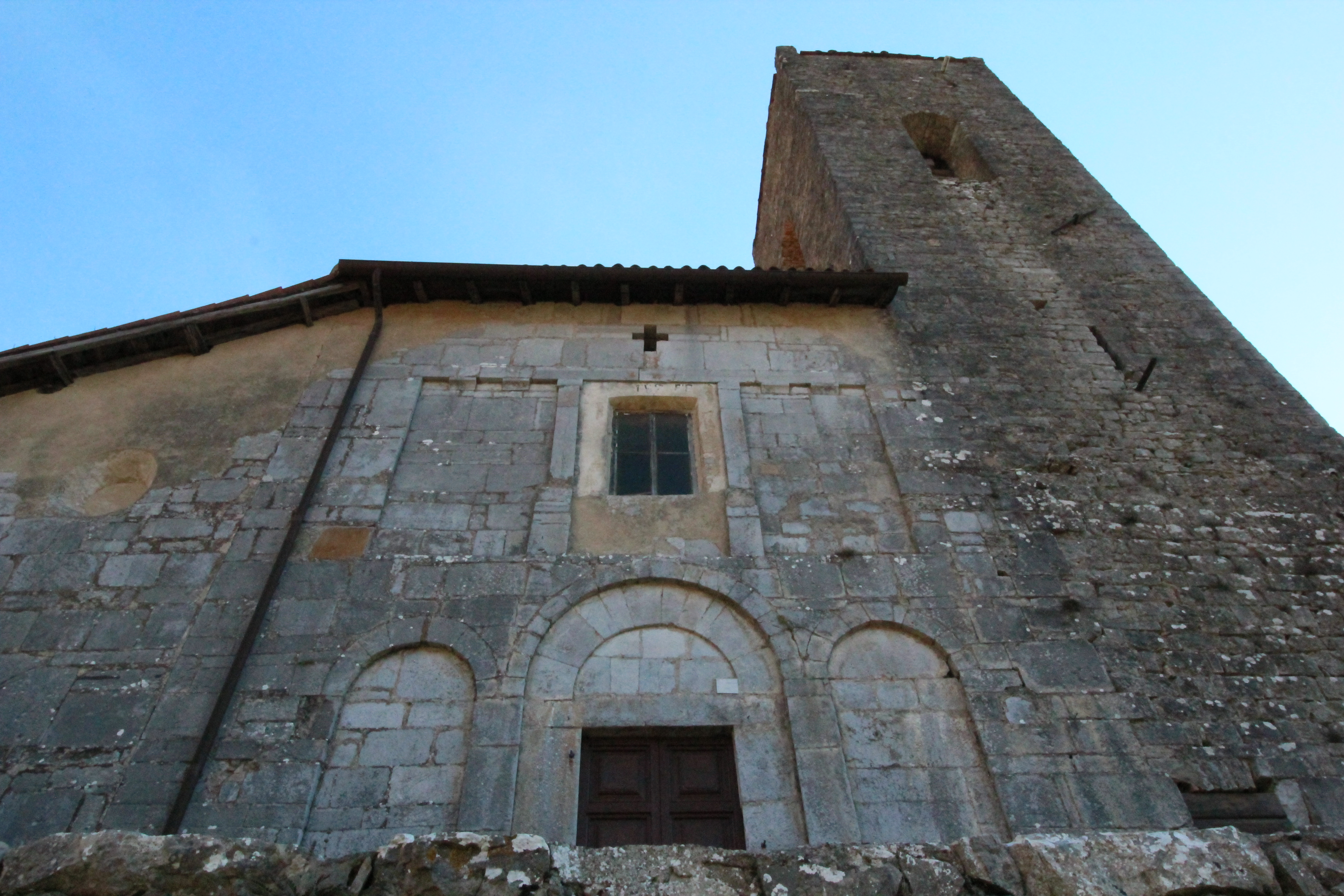
Die Kirche San Michele in Vallico Sopra
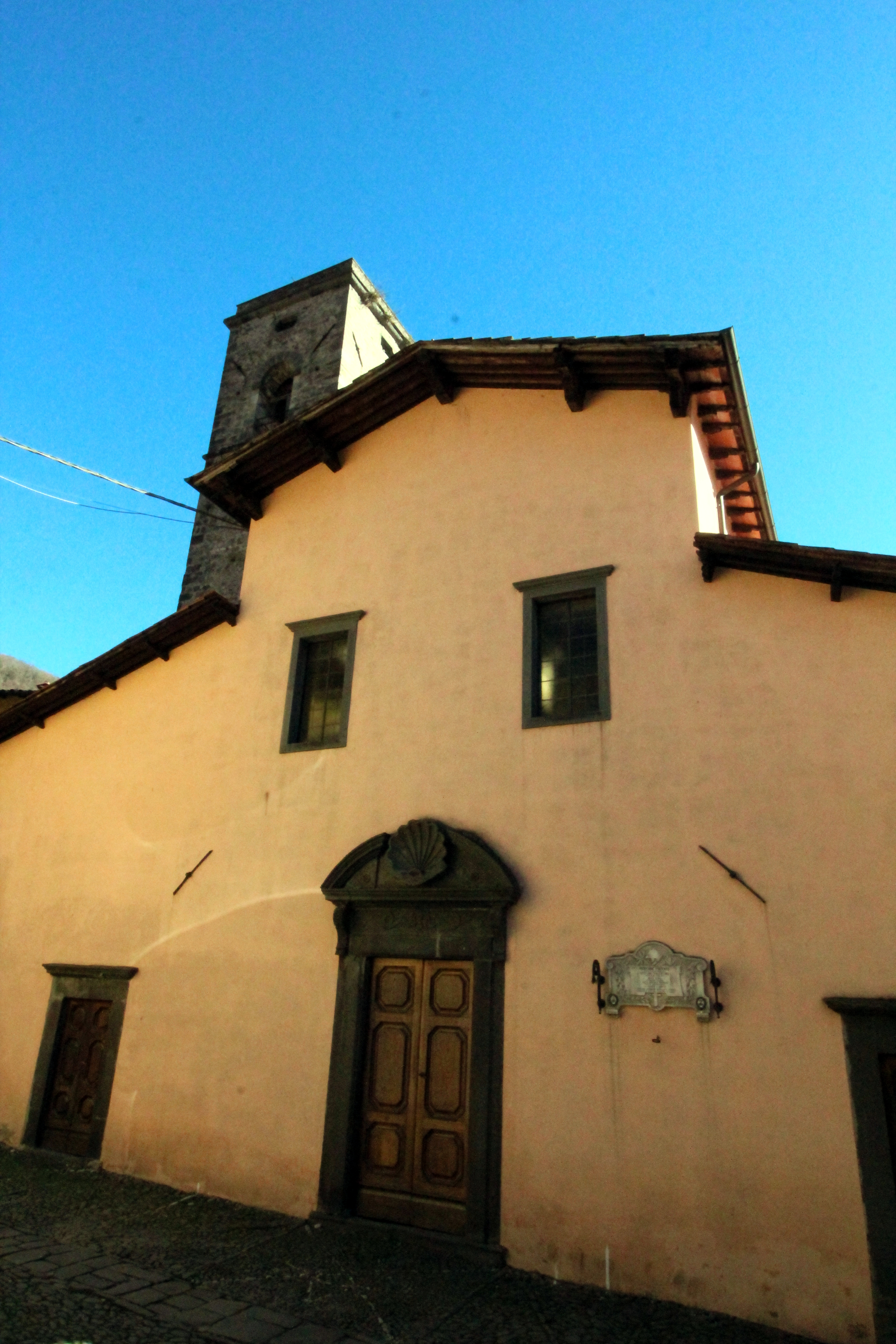
Die Kirche San Jacopo in Vallico Sotto